# Fresnellens

Schematische weergave van het principe van de (bolle) fresnellens in zijaanzicht
1. Normale lens met daarin aangegeven de optisch nuttige ringen met gekromd buitenoppervlak
2. Een bolle fresnellens, waarin alleen de nuttige ringen zijn opgenomen.

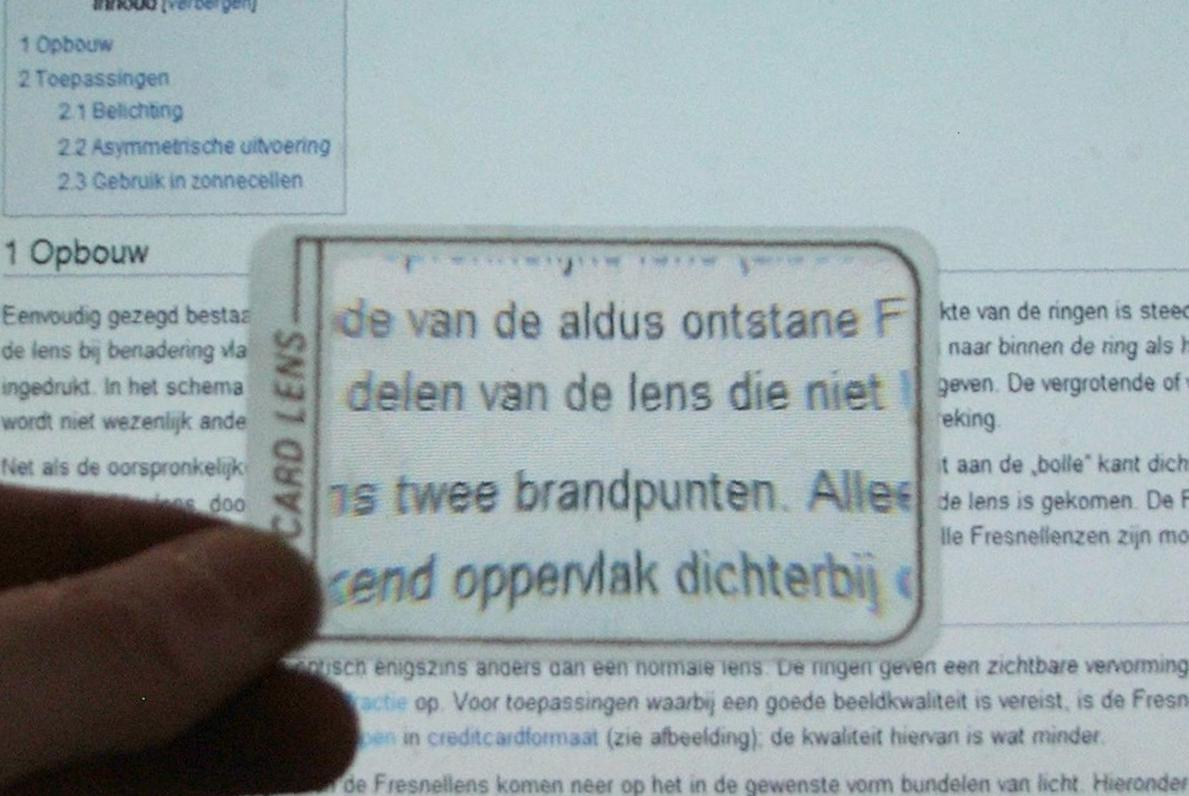
Fresnelloep ter grootte van een creditcard

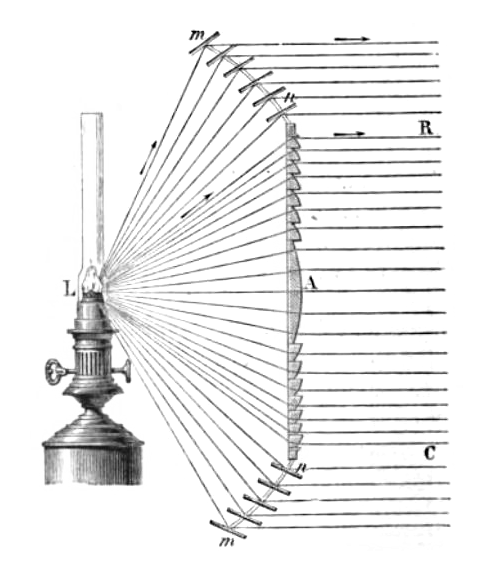
Bundeling van licht met fresnellens en spiegels

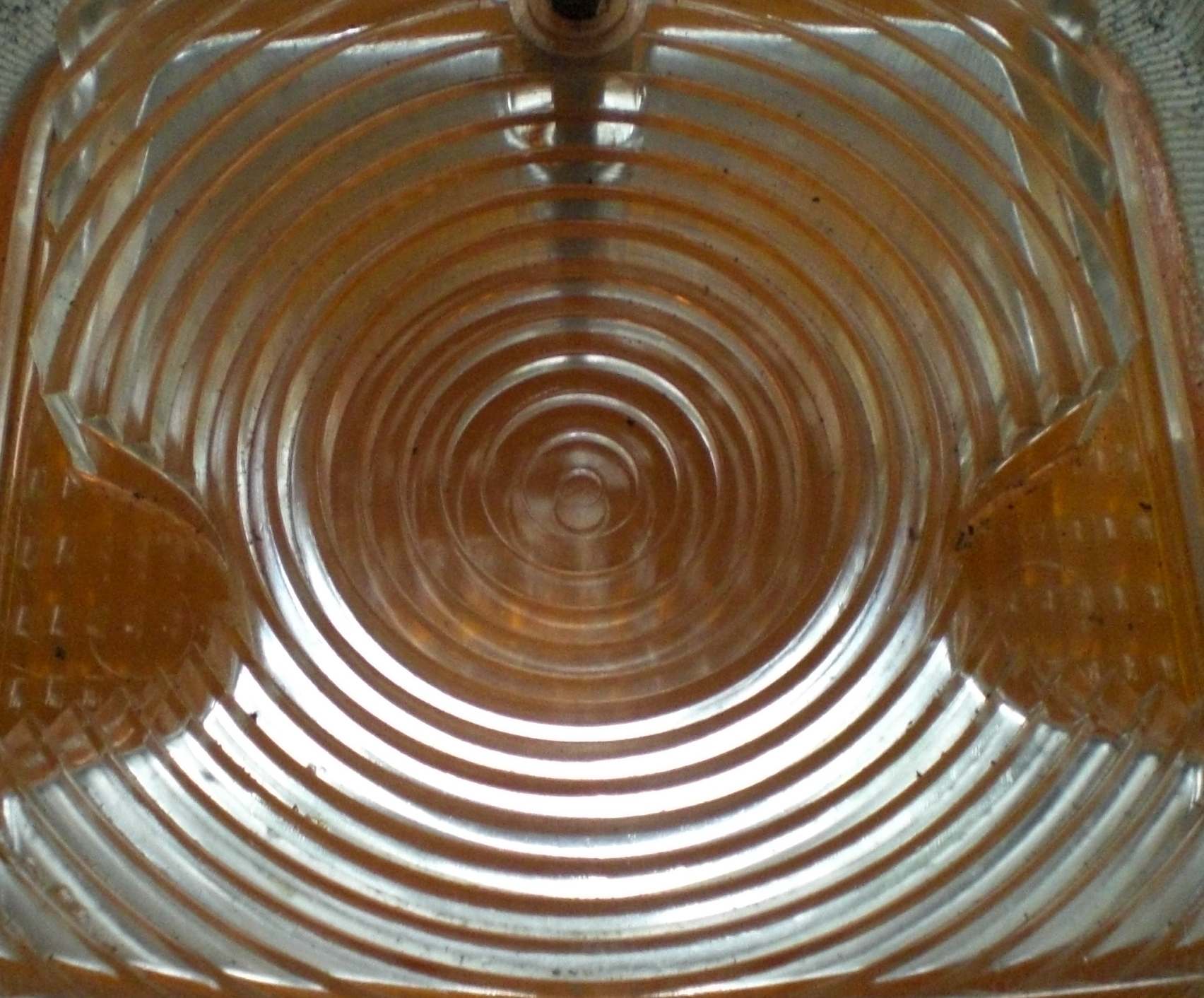
Fresnellens in achterlicht van een auto

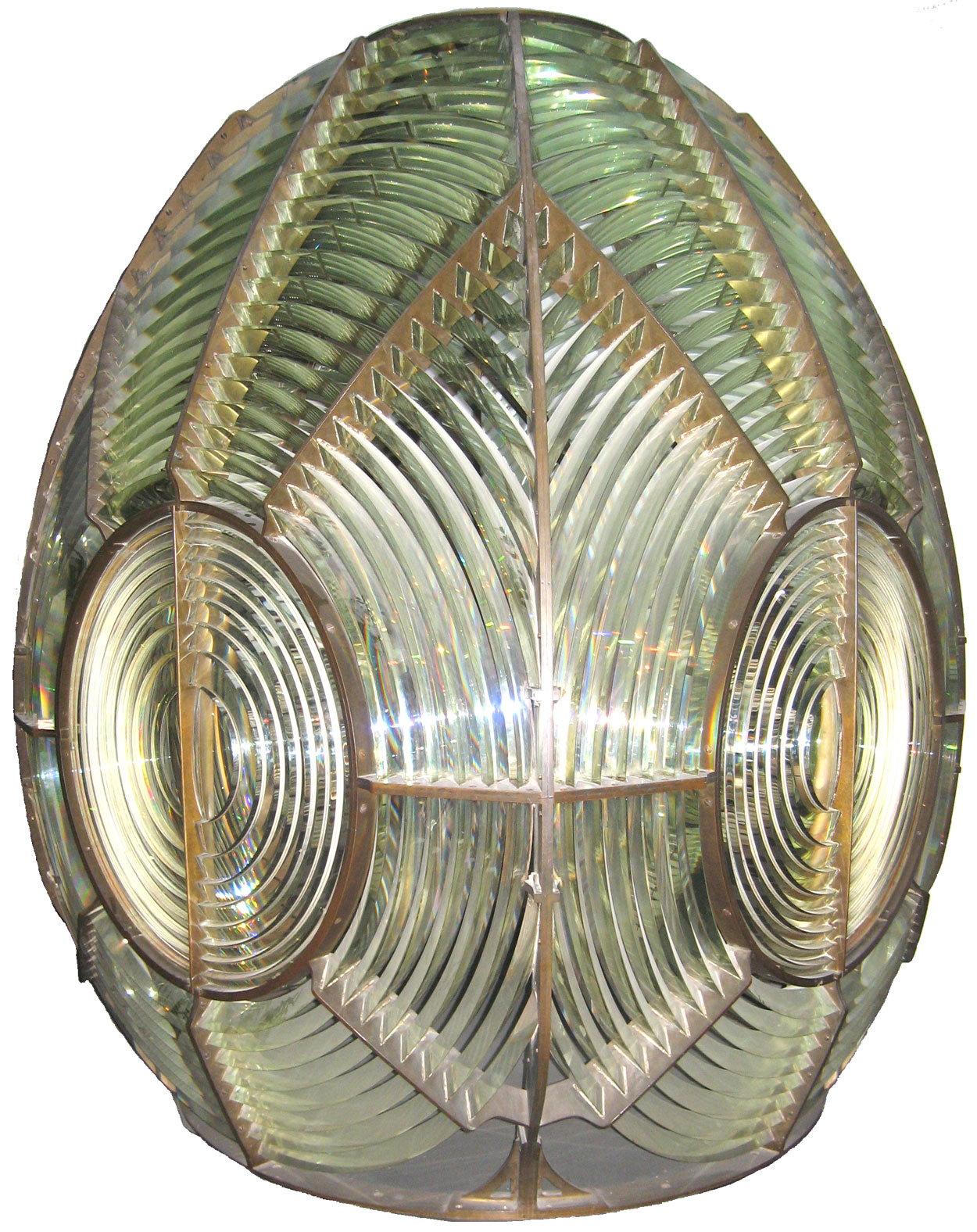
Fresnellens van de eerste orde uit 1870 van kristal, hoogte 254 × diameter 198 cm, gewicht ongeveer 1500 kg. Tentoongesteld in Palais de Chaillot, afkomstig uit het Musée national de la Marine, Parijs

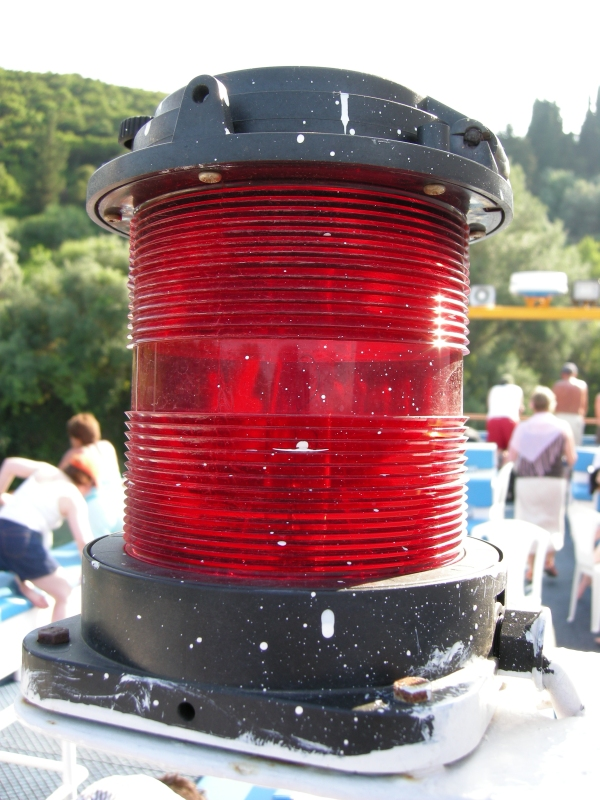
Navigatielamp

Een fresnellens is een speciale lens die gebruikt wordt bij vuurtorens, navigatieverlichting, in overheadprojectoren, theaterverlichting, inparkeerhulp in vooral bestelauto's, in zoekers van veel spiegelreflexcamera's, in spots voor de verlichting bij film- en televisieopnamen, en in theatervoorstellingen. Het grote voordeel ervan is een vermindering van materiaal, wat bij de sterk gebolde glazen uitvoering leidt tot een grote gewichtsbesparing. Door de kleinere dikte is ook de optische verzwakking door absorptie geringer.

## Naam
De naam is ontleend aan Augustin Fresnel, de Franse uitvinder van deze lens. De juiste uitspraak is dan ook: [frènnèllens] (zonder s, met de klemtoon op de tweede lettergreep).

## Opbouw
Eenvoudig gezegd bestaat een fresnellens uit een in concentrische ringen of schillen opgedeelde lens. De dikte van de ringen is steeds ongeveer gelijk, zodat de lens bij benadering vlak is. Uitgaande van de oorspronkelijke bolle lens (afbeelding 1) is van buiten naar binnen de ring als het ware steeds dieper ingedrukt. In het schema is onder 2 de doorsnede van de aldus ontstane fresnellens weergegeven. De vergrotende of verkleinende werking wordt niet wezenlijk anders door het weglaten van delen van de lens die niet bijdragen aan de breking.
Net als de oorspronkelijke lens heeft de fresnellens twee brandpunten. Het brandpunt aan de „bolle” kant ligt echter dichterbij dan bij de oorspronkelijke lens, doordat aan die zijde het brekend oppervlak dichter bij de andere kant van de lens is gekomen. De fresnellens is in mechanische zin dun geworden, maar optisch gedraagt hij zich nog als een dikke lens. Ook holle fresnellenzen zijn mogelijk.
De fresnellens gedraagt zich optisch enigszins anders dan een normale lens. De ringen geven een zichtbare vervorming van het beeld. Ook treedt er langs de randen van de ringen diffractie op. Voor toepassingen waarbij een goede beeldkwaliteit is vereist, is de fresnellens dus minder geschikt. Toch zijn er wel fresnelloepen in creditcardformaat (zie afbeelding); de kwaliteit hiervan is wat minder.

## Toepassingen
De belangrijkste toepassingen van de fresnellens komen neer op het in de gewenste vorm bundelen van licht. Hieronder vallen verschillende soorten lichtbronnen, zoals vuurtorens en andere bakens, zoeklichten, voer- en vaartuigverlichting, toneelverlichting, enzovoorts.
In de fotografie werd dit principe gebruikt bij o.a. spiegelreflexcamera's als hulpmiddel om scherp te stellen. De autofocus heeft dit verdrongen. Matglazen met fresnelprisma's zijn hooguit op bestelling te koop.

### Gebruik in vuurtorens
Afhankelijk van de plaats en functie van het licht worden de fresnellenzen in verschillende maten, ook wel orde genoemd, gemaakt. De grootste lenzen voor vuurtorens zijn van de eerste orde en de omvang wordt stapsgewijs kleiner tot lenzen van de zesde orde. De grootste lenzen, met het grootste bereik, worden geplaatst in vuurtorens op belangrijke punten langs de zeeroute. De kleinste lenzen staan op minder belangrijke plaatsen zoals aan het eind van golfbrekers bij toegangen tot havens. Hier speelt de zichtbaarheid van het licht op een grote afstand een minder belangrijke rol. De hoogte van de lenzen en de afstand tot de lichtbron, de diameter, zijn de belangrijkste factoren bij het indelen van de lenzen naar de orde. De eerste orde lenzen zijn ruim 2,4 meter hoog en de kleinste ongeveer 45 centimeter.
| Orde   | Afstand tot lichtbron (mm) | Hoogte (mm) | Gewicht in kg (benadering) |
| ------ | -------------------------- | ----------- | -------------------------- |
| Eerste | 920                        | 2590        | 5800                       |
| Tweede | 700                        | 2069        | 1600                       |
| Derde  | 500                        | 1576        | 900                        |
| Vierde | 250                        | 722         | 200–300                    |
| Vijfde | 187.5                      | 541         | 120–200                    |
| Zesde  | 150                        | 433         | 100                        |

### Belichting
Ook in condensors voor het belichten van grote voorwerpen, zoals in een overheadprojector, worden fresnellenzen gebruikt. Hoewel het hier om instrumenten gaat die een afbeelding moeten maken, hoeft de condensor alleen maar het licht gelijkmatig te verdelen en neemt hij geen deel aan de eigenlijk beeldvorming; om die reden is de mindere kwaliteit van de fresnellens hier geen bezwaar.
Door toepassing van de fresnellens kan bij belichtingsspots een zeer softe, wijde en egale bundel verkregen worden door de lamp binnen het brandpunt van de lens te plaatsen. De harde lichtbundel van de lamp (lichtbron) wordt door de fresnellens uit elkaar getrokken (divergerende bundel) en egaal verdeeld over een groot oppervlak. Dit werkt ook zo bij gewone lenzen.

### Asymmetrische uitvoering
Voor sommige toepassingen, zoals navigatielichten van schepen, zijn asymmetrische lenzen benodigd, die de lichtbundel alleen in het horizontale vlak, parallel aan het wateroppervlak, verbreden. Dergelijke lampen hebben meestal specifieke openingshoeken van bijvoorbeeld 225° (wit toplicht) en 112,5° (rood bakboordlicht en groen stuurboordlicht), maar schijnen soms ook naar alle zijden. Fresnellenzen voor deze toepassing hebben horizontaal en verticaal een verschillende vorm. Ze werken als een cilindervormige lens. De verdeling van de kleuren wordt bereikt door de constructie van het lamphuis.

### Gebruik in zonnecellen
De Twente One, de zonnewagen van de Universiteit Twente die meedeed in de World Solar Challenge 2007 in Australië, was uitgerust met zonnecellen met daarop een fresnellens.

### Overige
Soms wordt (een gedeelte van) een fresnellens op de achterruit van een bestelwagen geplakt, om de bestuurder beter zicht te geven op de ruimte vlak achter de auto.
Een soortgelijke toepassing ziet men soms bij de kassa van een supermarkt, waardoor de caissière kan zien of er iets in het wagentje van de klant is achtergebleven.